# O Piano e a Orquestra
O Piano e a Orquestra é um romance publicado em 1996, escrito por Carlos Heitor Cony, imortal da Academia Brasileira de Letras. Foi o vencedor do Prêmio Nestlé de Literatura Brasileira em 1997.
A trama gira em torno da excêntrica figura de Francisco Rodano, um fluminense apaixonado por música clássica, que resolve acertar contas com Jesus Cristo portando a "lança do destino"